# Melanocyt

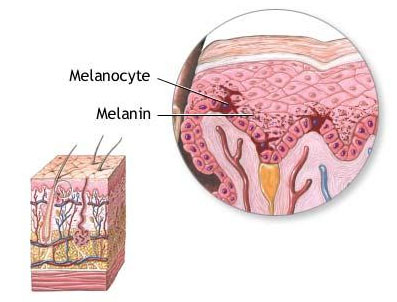
Melanocyten in de huid

Een melanocyt is een bepaald type huidcel dat melanine-bevattende organellen produceert (melanosomen) en afgeeft aan de keratinocyten in de basale laag. De huidskleur wordt voornamelijk bepaald door grootte en aantal van de pigmentkorrels in de basale cellaag van de opperhuid. Ook het type pigment (eumelanine of feomelanine) is van invloed. Mensen met een donkere huid hebben niet zozeer méér melanocyten dan mensen met een lichte huid, maar de pigmentkorrels zijn groter, en er worden meer pigmentkorrels afgegeven. De productie van pigment neemt toe na bestraling met ultraviolet licht. 
Melanocyten worden beïnvloed door melanotropinen, die worden aangemaakt uit corticotropine (ACTH). Melanotropinen stimuleren melanocyten om melanine te produceren.

## Histologie
Melanocyten zijn embryologisch afkomstig uit de neurale lijst, in plaats van het ectoderm zoals de keratinocyten. In de basale laag is er ongeveer 1 melanocyt per 36 keratinocyten. Elke melanocyt geeft pigment af aan tientallen keratinocyten, waarmee met behulp van dendrieten contact maakt.

## Pathologie
- Een moedervlek (naevus naevocellularis) is een goedaardige ophoping van melanocyten.
- Als melanocyten zich kwaadaardig gaan gedragen, kan zich een melanoom ontwikkelen.
- Bij vitiligo zijn er vaak geen melanocyten meer in de aangedane huid te vinden.
- Bij albinisme is door een erfelijke aanleg de productie of het transport van melanine verstoord, maar zijn er nog wel melanocyten.